# Ei-Q
 (juin 2025).
Ei-Q (瑛九), de son vrai nom Hideo Sugita (杉田 秀夫, Sugita Hideo, 28 avril 1911 - 10 mars 1960), est un photographe, peintre, graveur et critique d'art japonais.

## Biographie
Ei-Q est le créateur du mouvement Democrato qui prône liberté et indépendance lors du processus de création artistique.
Ces valeurs s'opposent à la tradition confucéenne où tradition et relation maître-élève sont centrales.

## Collections, expositions

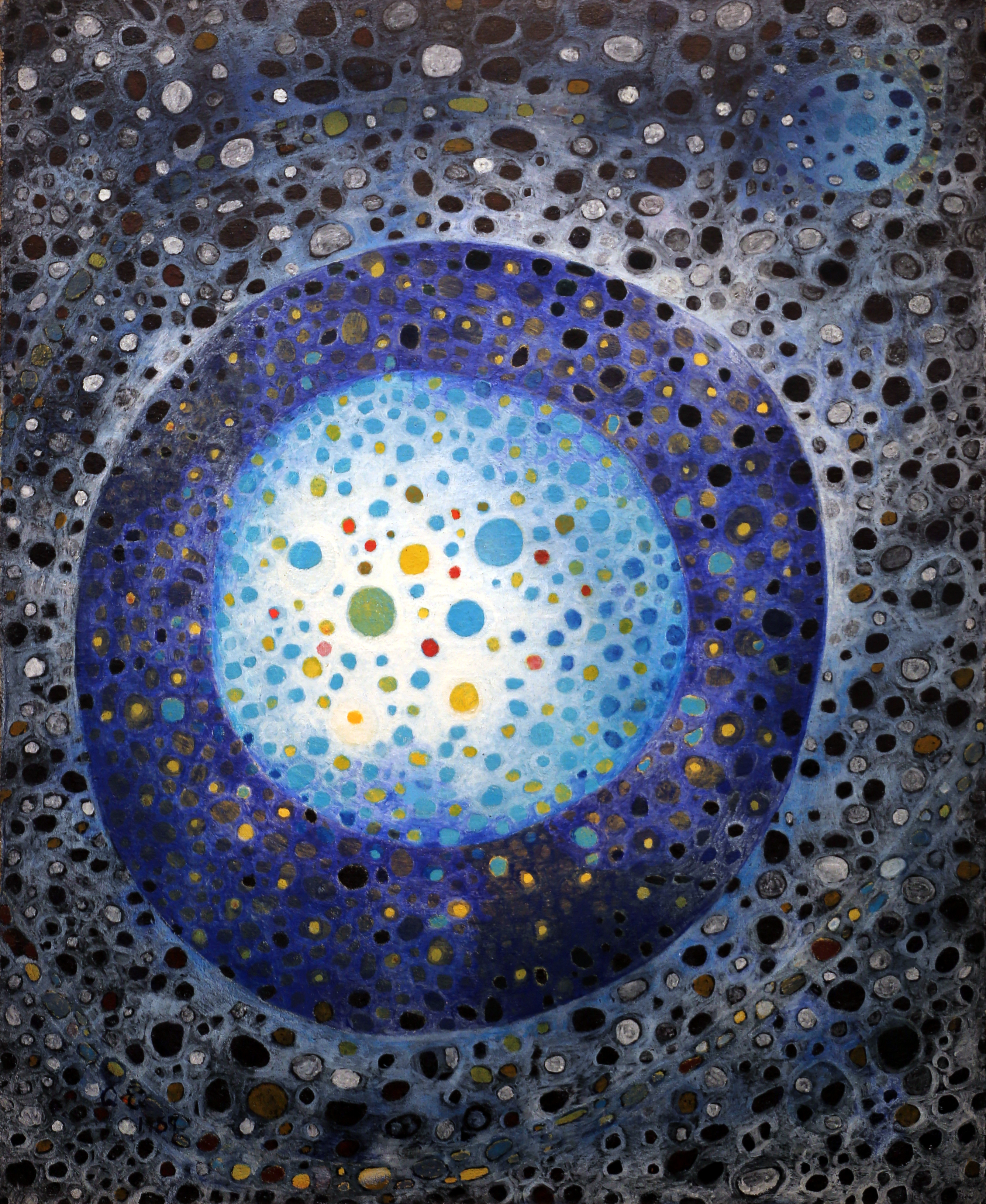
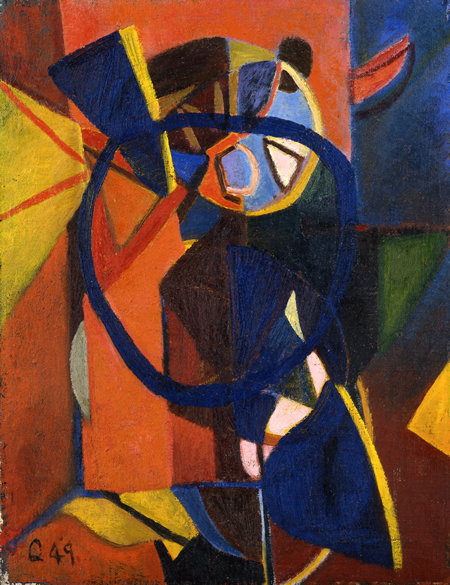
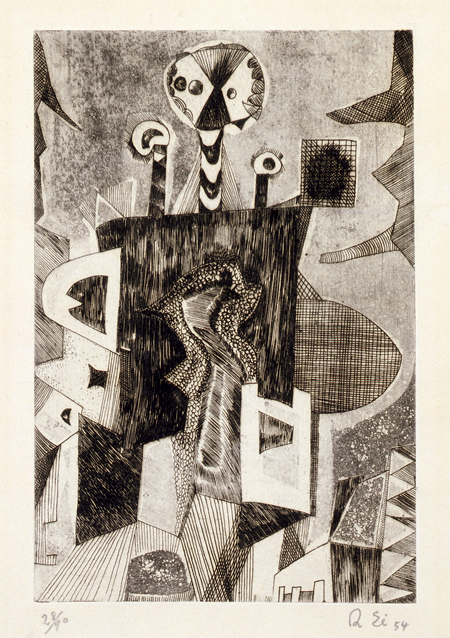
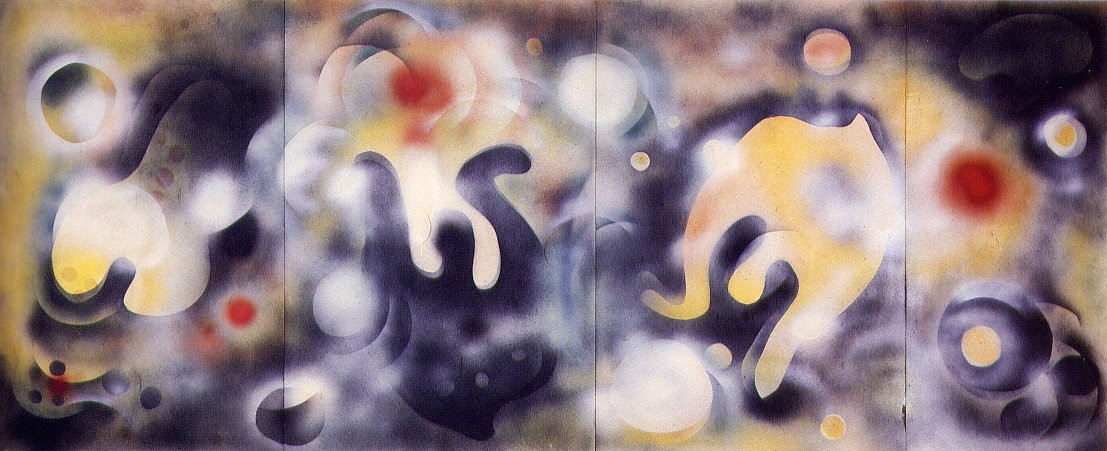
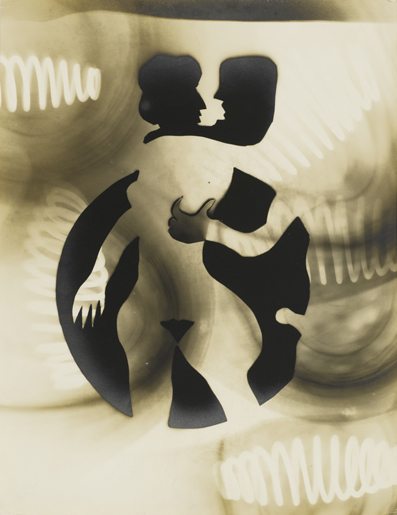
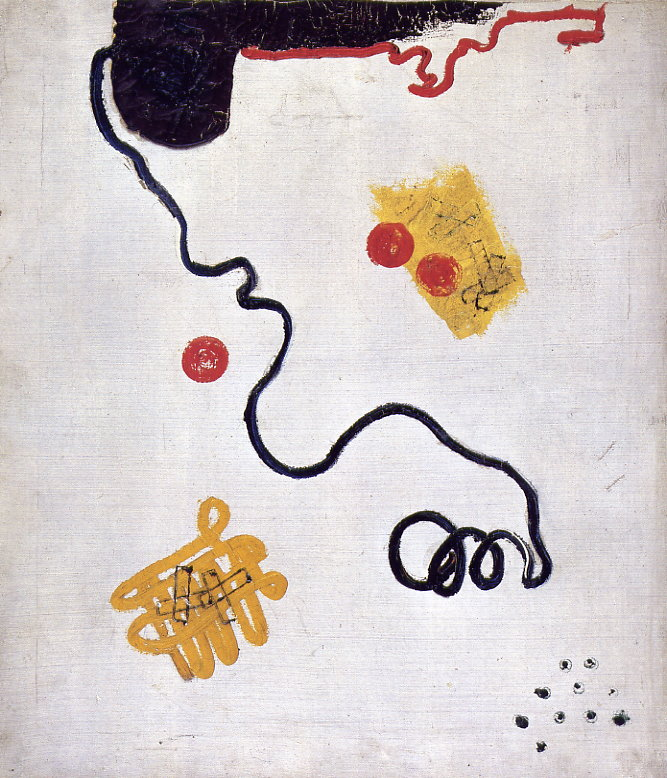
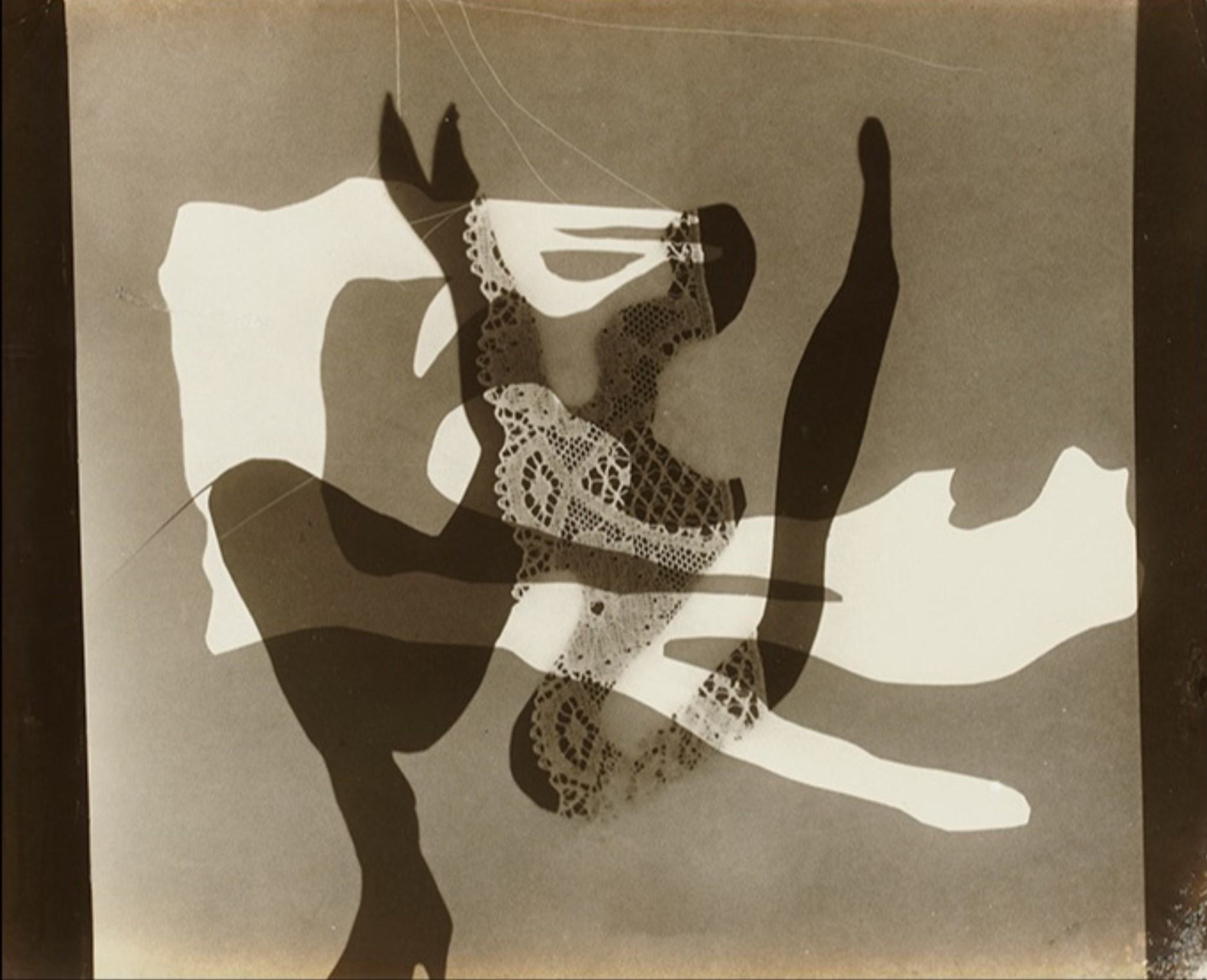
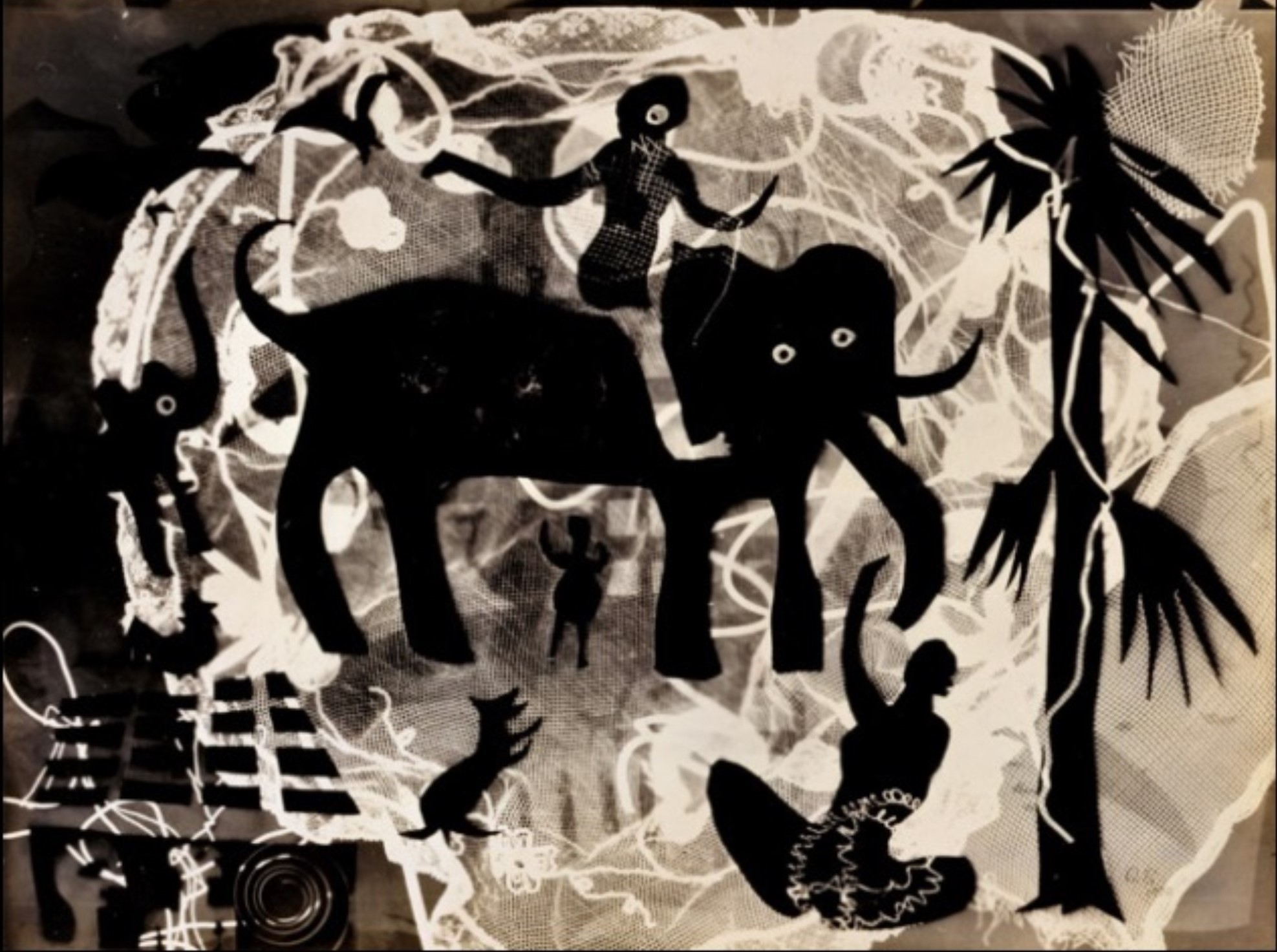

- 2005, Musée d'art, Osaka (personnelle)
- 2006 :
  - Berlin (collective)
  - Mori Art Museum, Tokyo